# Švédsko na Zimních olympijských hrách 1976
Švédsko na Zimních olympijských hrách 1976 v Innsbrucku reprezentovalo 39 sportovců, z toho 30 mužů a 9 žen. Nejmladším účastníkem byla Maria Rautio (18 let, 214 dní), nejstarším pak Carl-Erik Eriksson (45 let, 269 dní). Reprezentanti vybojovali 2 bronzové medaile.

## Medailisté
| Medaile | Jméno            | Sport           | Disciplína       |
| ------- | ---------------- | --------------- | ---------------- |
| Bronz   | Ingemar Stenmark | Alpské lyžování | muži obří slalom |
| Bronz   | Benny Södergren  | Běh na lyžích   | muži 50 km       |